# Moses Katjiuongua
Moses Katjikuru Katjiuongua (24 avril 1942 - 8 mars 2011) était un homme politique namibien, ministre du Gouvernement de transition de l'unité nationale, membre de l'Assemblée constituante de la Namibie et membre de l'Assemblée nationale de la Namibie.

## Petite enfance, éducation et exil
Katjiuongua a fréquenté l'école primaire à Aminuis et, de 1956 à 1959, la Confédération suédoise des collèges ouvriers du Bechuanaland (aujourd'hui le Botswana). Ses activités politiques ont continué parallèlement à ses études. Après l'obtention de son diplôme, il s'est exilé pour travailler au bureau de l'Union nationale de l'Afrique du Sud-Ouest (SWANU) au Caire, en Égypte. De 1961 à 1962, il étudie le journalisme à l’aide d’une bourse SWANU à Magdebourg, en Allemagne de l’Est.
Katjiuongua a rencontré Mao Zedong lors d'un voyage en Chine après 1963. De là, il est retourné en Tanzanie pour travailler à nouveau au bureau de SWANU.
Katjiuongua a également obtenu un baccalauréat en sciences politiques et administration et une maîtrise en affaires internationales, économie, géographie humaine et philosophie théorique de l'Université de Stockholm, obtenue lors d'un voyage d'étude de 1978 à 1980. Il a également obtenu une maîtrise en administration publique de l'Université Carleton à Ottawa, en Ontario, au Canada .

## Retour en Namibie
En 1982, Katjiuongua est retourné en Namibie et est devenu président de SWANU. À ce poste, il a dirigé la délégation du SWANU à la Conférence multipartite en septembre 1983, mais son parti s’est divisé sur la question de la participation au règlement interne. Un congrès convoqué par des opposants le releva, ainsi que ses partisans, de leurs postes au sein du Comité central en 1984. Cela affaiblit l'influence du parti.
Le 10 mai 1985, il a été nommé ministre du Travail, de la Santé nationale et du Bien-être social au sein du gouvernement du gouvernement de transition de l'unité nationale (TGNU). Il avait contesté les élections précédant l'indépendance de novembre 1989 en tant que candidat du parti du Front patriotique national (FNP) qu'il avait fondé peu de temps auparavant, et il était le seul membre du parti à remporter un siège.
Katjiuongua était marié à Rebecca Matjituavi. Ils ont eu quatre enfants.